# Акіта
39°43′1.527″ пн. ш. 140°6′20.919″ сх. д. / 39.71709083° пн. ш. 140.10581083° сх. д.
А́кіта (яп. 秋田市, あきたし, МФА: [akʲi̥ta ɕi̥]) — місто в Японії, в префектурі Акіта.

## Короткі відомості
Акіта розташована в західній частині префектури. Вона входить до списку центральних міст Японії, є адміністративним центром префектури і одним з найбільших населених пунктів регіону Тохоку. Акіта виникла на основі призамкового містечка володарів Кубота-хану і порту Цутідзакі, призначеного для купецьких кораблів Японського моря.
У центрі міста розташовані торговельно-комерційні райони, на півночі — Акітський порт і Акітська теплова електростанція, а на півдні — аеропорт Акіта. Також, на території міста, в районі Ябасе, знаходяться найбільші в Японії нафтові родовища, використання яких поки що призупинено.
Акіта славиться «акітськими красунями», якісним саке та найвищими показниками його споживання в усій Японії.
Станом на 1 жовтня 2007 року площа міста становила 905,67 км². Станом на 1 липня 2008 року населення міста становило 327 488 осіб.

## Географія

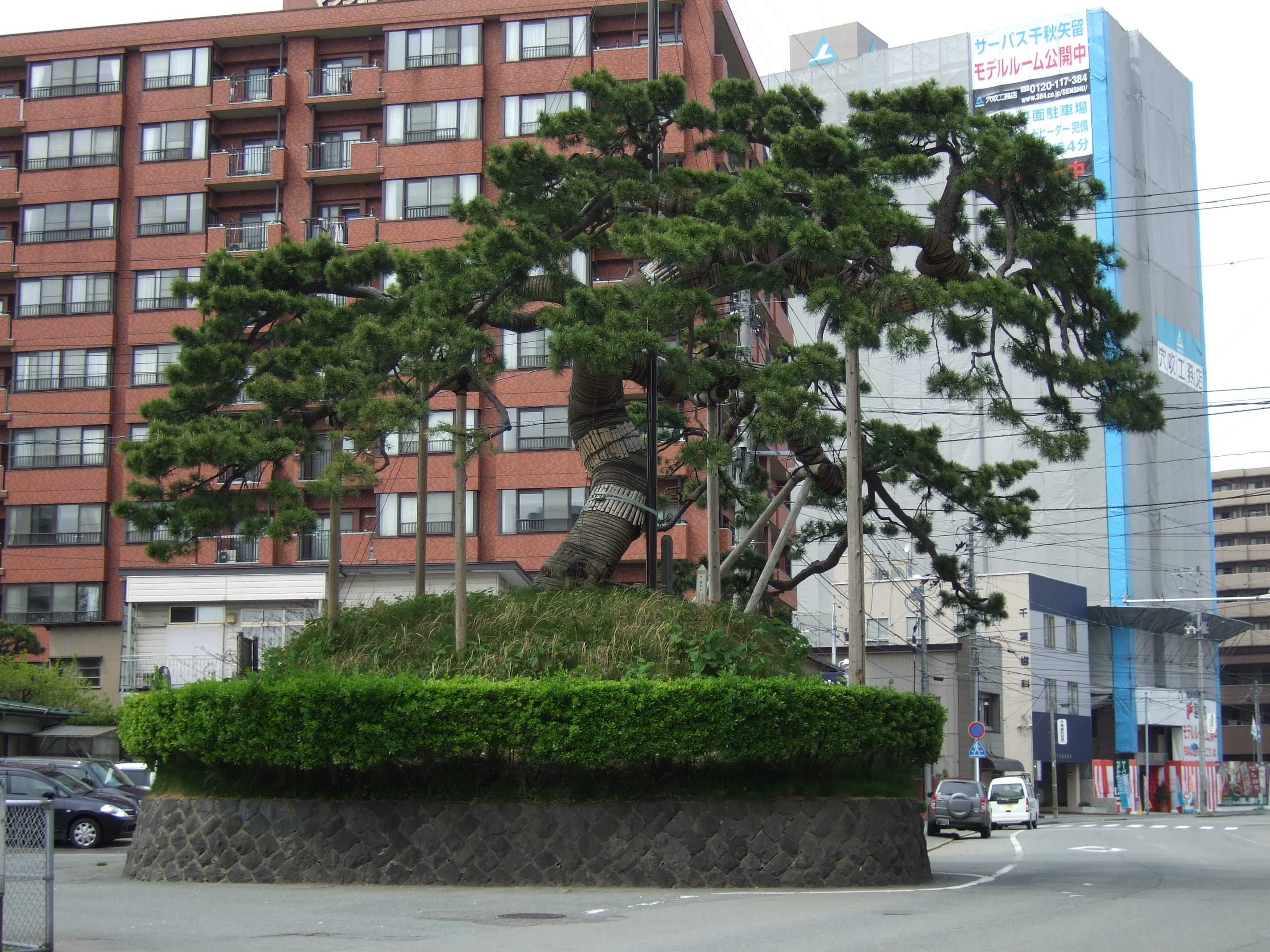
В Акіті багато зелених насаджень, парків та лісів. Ця «Яструбова сосна», посаджена колись на дамбі, нараховує декілька сот років.

Акіта розташована на північно-східних берегах Японського моря, у південній частині рівнини Акіта, якою протікають дві великі водні артерії — річка Омоно і Акітський канал. У східних районах міста переважають пагорби і гори.
Акіта межує на півночі з містом Катаґамі, містечками Ґодзьоме й Ікава, та селом Камікоані. На сході вона має спільний кордон з містами Кітаакіта і Сембоку. На південному сході Акіту підпирає місто Дайсен, а на півдні — Юрі-Хондзьо. Західна сторона міста Акіта омивається водами Японського моря.
Площа Акіти складає 905,67 км². Довжина міста з півночі на південь дорівнює близько 46,20 км, а з заходу на схід — 43,03 км. Найвищою точкою Акіти є перевал Сіракоморі — 1 179,1 м.. Близько 45.65 га території міста займають лісові масиви, а 18,46 га — парки.

### Клімат
Місто знаходиться у зоні, котра характеризується вологим субтропічним кліматом. Найтепліший місяць — серпень із середньою температурою 25 °C (77 °F). Найхолодніший місяць — січень, із середньою температурою 0 °С (32 °F).
| Клімат Акіти            | Клімат Акіти | Клімат Акіти | Клімат Акіти | Клімат Акіти | Клімат Акіти | Клімат Акіти | Клімат Акіти | Клімат Акіти | Клімат Акіти | Клімат Акіти | Клімат Акіти | Клімат Акіти | Клімат Акіти |
| Показник                | Січ.         | Лют.         | Бер.         | Квіт.        | Трав.        | Черв.        | Лип.         | Серп.        | Вер.         | Жовт.        | Лист.        | Груд.        | Рік          |
| Абсолютний максимум, °C | 16           | 13           | 17           | 27           | 32           | 30           | 37           | 37           | 32           | 28           | 21           | 18           | 37           |
| Середній максимум, °C   | 2            | 2            | 6            | 13           | 17           | 22           | 25           | 27           | 23           | 17           | 11           | 5            | 14           |
| Середня температура, °C | 0            | 0            | 3            | 9            | 13           | 19           | 22           | 25           | 20           | 13           | 7            | 2            | 11           |
| Середній мінімум, °C    | −2           | −2           | 0            | 5            | 10           | 15           | 19           | 21           | 16           | 9            | 4            | 0            | 8            |
| Абсолютний мінімум, °C  | −12          | −11          | −9           | −3           | 1            | 6            | 10           | 13           | 7            | 1            | −3           | −9           | −12          |
| Норма опадів, мм        | 120          | 90           | 100          | 120          | 110          | 120          | 190          | 180          | 190          | 160          | 180          | 160          | 1780         |
| ----------------------- | ------------ | ------------ | ------------ | ------------ | ------------ | ------------ | ------------ | ------------ | ------------ | ------------ | ------------ | ------------ | ------------ |
| Джерело: Weatherbase    |              |              |              |              |              |              |              |              |              |              |              |              |              |

## Історія

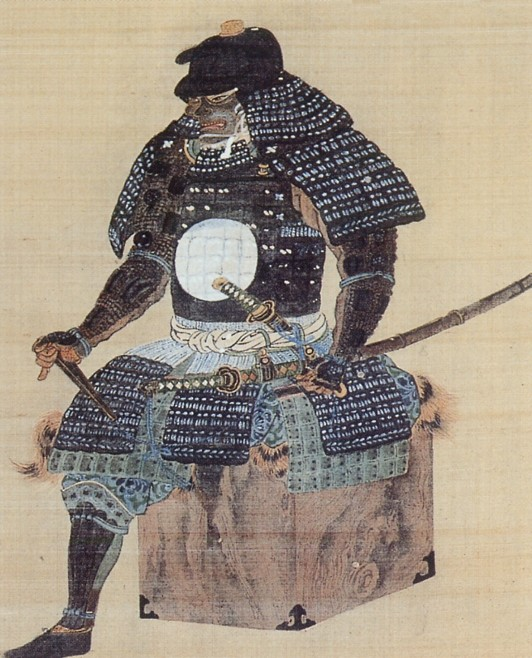
Сатаке Йосінобу — засновник замку Кубота і «батько» сучасного міста Акіта.

Поселення на території Акітської рівнини існували у палеоліті і неоліті. На початку 1 тисячоллітя великі поселення переросли в городища. Ймовірно, вони були центрами племен емісі, автохтонного дояпонського населення регіону.
У 733 році на територію сучасної Акіти прибули яматоські завойовники, нащадки більшої частини сучасних японців, і заснували тут замок Акіта — адміністративний і пацифікаційний центр молодої японської держави на землях емісі. У ХІ столітті, у результаті остаточного підкорення автохтонів і об'єднання острова Хонсю під владою японських монархів, замок був покинутий.
У 1604 році, після встановлення Едоського сьоґунату, рід Сатаке, що володів землями провінції Хітаті у районі сучасної префектури Ібаракі, був насильно переведений центральною владою керувати землями Акітської рівнини. Голова цього роду Сатаке Йосінобу збудував у лісі Ядоме замок Кубота, біля якого заклав однойменне призамкове містечко — майбутню Акіту. До середини 19 століття, впродовж усього періоду Едо, містечко Кубота відігравало роль суспільно-економічного центру Кубота-хану, володіння роду Сатаке.
У результаті адміністративних реформ 1871 року Кубота-хан було перейменовано на Акіта-хан, а містечко Кубота — на Акіту. Незабаром хан ліквідували, створивши на його місці префектуру Акіта, а містечко перетворили на її політико-адміністративний центр.
1 квітня 1889 року містечку Акіта було надано статус міста. 1901 року для обслуговування міського порту збудували електростанцію, а з 1902 року — Акітський залізничний вокзал. 1914 року в районі Ябасе було відкрито нафтові родовища, що дало поштовх господарчому розвитку міста. Проте з початком Другої світової війни і поступовим занепадом японської економіки, місто опинилося у кризі. Під час війни, 1945 року 134 літаків авіації США бомбардували міський порт Цутідзакі.
З настанням мирної епохи почалася відбудова міста. 1949 року було засновано Акітський університет, 1961 року відкрито аеропорт, а 1975 року започатковано аналог локальної біржі — Акітський центральний ринок оптових продажів товарів.
1 квітня 1997 Акіта була занесена до списку центральних міст Японії.

## Пам'ятки
| Пам'ятка | Опис | Пам'ятка | Опис |
|          | Замок Акіта — форпост японської держави Ямато на землях акітських автохтонів еміші впродовж 8 — 11 століть. Сьогодні від нього збереглися лише руїни. Ряд будівель і головні ворота реставровані.                             |          | Замок Кубота — «мозок» і «серце» середньовічного Кубота-хану, володіння самурайського роду Сатаке. Протягом декількох сот років укріплення цього замку залишаються символом Акіти.                                                |
|          | Тентокудзі — буддистський монастир 15 століття дзенівської секти Сото. Первісно знаходився на території сучасної префектури Ібаракі, але був перенесений родом Сатаке у 17 столітті до Акіти. Служив усипальницею цього роду. |          | Стоянка Дзідзоден — археологічний комплекс представлений палеолітичним і неолітичним поселенням, а також городищем періоду Яйой. Більшість споруд пам'ятки реставровані мешканцями міста, а вона сама служить краєзнавчим музеєм. |

## Музеї
- Художній музей Акіти

## Транспорт
- Аеропорт Акіта

## Освіта
- Акітський університет

## Міста-побратими
Акіта підтримує дружні відносини з 5 містами світу та 1 містом і 1 містечком Японії:
- Ланчжоу, КНР (1982)
- Пассау, Німеччина (1984)
- Кенай, США (1992)
- Владивосток, Росія (1992)
- Сент-Клауд, США (2006)
- Хітатіота, префектура Ібаракі (1977)
- Дайґо, повіт Кудзі, префектура Ібаракі (1982)